# Biocentrisk univers
Biocentrisk univers (fra græsk: βίος, bios, "liv") — også kendt som "biocentrisme" (der imidlertid også har en anden betydning på dansk) — er et begreb som blev foreslået i 2007 af den amerikanske læge Robert Lanza, forsker i biomedicin. Biocentrisme betragter biologi som den centrale videnskab om universet, idet en forståelse af andre videnskaber forudsætter en dybere forståelse af biologi. Biocentrisme hævder at livet og biologien er grundlaget for væren, virkelighed og universet - bevidsthed skaber universet og ikke omvendt. Hvor fysikken normalt opfattes som grundlæggende for studiet af universet, og kemien som grundlæggende for studiet af livet, da hævder biocentrisme, at videnskaben er nødt til at sætte biologien først, for at kunne nå frem til en teori om alt. 
Teorien kritiseres for ikke at være falsificerbar, men Lanza mener at fremtidige eksperimenter såsom storskala kvantemekanisk superposition vil kunne støtte eller modsige teorien. 

## Hypotese
Biocentrismen argumenterer for at en række fremtrædende filosoffer som Descartes, Kant, Leibniz, Berkeley, Schopenhauer og Bergson tillægger bevidsthed en primær betydning. Det understøtter den centrale påstand, at det vi kalder for tid og rum kun er kropsbaserede sanseopfattelser, snarere end eksterne fysiske fænomener. Lanza mener, at biocentrismen løser en række større videnskabsgåder herunder Heisenbergs ubestemthedsrelationer, dobbeltspalte-eksperimentet og det antropiske princip (at livet ikke ville være muligt, hvis ikke de fysiske konstanter var lige netop som de er).

Syv principper udgør biocentrismens kerne. Det første princip er baseret på den kvantemekaniske præmis, at det observerede er afhængigt af den der observerer, og siger, at hvad vi opfatter som virkelighed, er en proces, der involverer vores bevidsthed. Det andet og tredje princip siger, at vores ydre og indre opfattelser er tæt forbundet med hinanden, og at atompartiklers opførsel er uløseligt forbundet med tilstedeværelsen af en observatør. Det fjerde princip hævder at bevidsthed eksisterer, og at materien hviler i en ubestemt tilstand af sandsynligheder, når der ikke er bevidsthed tilstede. Det femte princip peger på, at universets struktur og love, kræfter og konstanter er finjusterede af hensyn til livet (det antropiske princip). Det sjette og syvende princip fastslår, at tid og rum ikke er objekter men redskaber for vores kropsbaserede sanseopfattelse. Lanza siger, at vi bærer tid og rum med os, ligesom skildpadden bærer sit skjold.